# 948 TCN
948 TCN là một năm trong lịch La Mã.